# Charles François de Cisternay du Fay
Ne doit pas être confondu avec Charles de Faultrier du Fay.
Charles François de Cisternay du Fay (ou Dufay), né à Paris le 14 septembre 1698 et mort à Paris le 16 juillet 1739, est un chimiste français, premier intendant du Jardin du Roi, qui distingua en électrostatique l'électricité positive de l'électricité négative.

## Biographie
Fils et petit-fils de soldat - son père est le bibliophile Charles-Jérôme de Cisternay du Fay - François du Fay suivit d'abord la voie familiale et combattit dans le Régiment de Picardie aux sièges de Saint-Sébastien et de Fontarabie (guerre de la Quadruple-Alliance, 1719), gagnant le grade de capitaine. Mais dès 1723, il se tourna vers les sciences naturelles et obtint une charge d'adjoint dans la classe de chimie de l'Académie des sciences. Il fut un contributeur prolifique des Histoires de l'Académie, étudiant notamment la phosphorescence et l'électrisation par frottement. Ses qualités d'expérimentateur étaient à ce point reconnues qu'il fut chargé par ses collègues de mettre au point des tests chimiques pour le contrôle de la qualité des teintures.
Louis XV nomma en 1732 le jeune chimiste premier intendant (c'est-à-dire directeur) du Jardin royal des plantes. Selon Fontenelle, Du Fay « fit de cet établissement, négligé avant lui, le plus beau jardin de l'Europe ». Il accompagna le cardinal de Rohan à Rome, où il prit le goût des antiquités, fut reçu en 1733 membre pensionnaire de l'Académie des sciences, et partit l'année suivante en mission en Angleterre avec d'autres académiciens pour y étudier la force (la résistance à la compression) des bois.
À partir de 1733, il se consacra essentiellement à la botanique et aux propriétés optiques des cristaux, particulièrement la biréfringence du cristal de roche et du spath d'Islande. 
François du Fay contracta la petite vérole au tout début de juillet 1739, et fut emporté en quelques jours. Sa succession, prise par Buffon dans l'intendance générale du Jardin du Roy, fut d'emblée controversée, car beaucoup d'académiciens s'attendaient à ce que Duhamel du Monceau obtînt cet office.

## Œuvres
Du Fay écrivit presque exclusivement dans les mémoires appartenant aux six sections de géométrie, astronomie, mécanique, anatomie, chimie et botanique, de l'Académie des sciences. Il commença par étudier les phénomènes thermiques dans la mouvance des observations de Guillaume Amontons sur la propagation du calorique (nous dirions aujourd'hui la conduction). 
Instruit par les conseils d'un vitrier allemand, il mit en évidence les causes du phénomène de disparition de la lumière dans les baromètres à mercure que Bernoulli avait observés vers 1700, et qui tiennent à l'introduction d'air et d'impuretés mélangées au mercure dans le capillaire en verre. Cette explication, qui mit un terme à la notion de baromètre lumineux, valut à du Fay sa nomination comme adjoint à l'académie.
Mais c'est par son hypothèse des deux fluides électriques (électricité résineuse et électricité vitreuse, 1733) que son nom est passé à la postérité. Du Fay avait en effet constaté que :
- des objets frottés contre de l'ambre se repoussent
- ainsi que des objets frottés contre une baguette de verre
- mais que les objets frottés avec de l'ambre attirent ceux frottés avec le verre.

Il montra également que l'électrisation de l'extrémité d'une corde mouillée se transmet presque instantanément à l'autre l'extrémité, quand bien même celle-ci serait très longue (1 200 pieds).
Reprenant les observations d'Érasme Bartholin et de Christiaan Huygens sur la double réfraction du spath d'Islande, du Fay tenta d'améliorer la mesure des angles de la seconde réfraction, montrant notamment que les cristaux taillés à angles droits présentent une réfraction simple, et que dans les autres cas, l'angle de la seconde réfraction dépend de l'angle des faces du cristal.

### Histoire de l'Académie royale des sciences
- Sur le phosphore du baromètre, p. 13-15, 1723 (lire en ligne)
- Sur quelques expériences de l'aiman, p. 1-7, 1728 (lire en ligne)
- Sur quelques expériences de l'aiman, p. 1-6, 1730 (lire en ligne)
- Sur quelques expériences de l'aiman, p. 15-19, 1731 (lire en ligne)
- Sur l'électricité, p. 4-13, 1733 (lire en ligne)
- Sur l'aiman, p. 13-17, 1733 (lire en ligne)
- Sur l'électricité, p. 1-8, 1734 (lire en ligne)
- Sur l'électricité, p. 1-6, 1737 (lire en ligne)

### Mémoires de l'Académie royale des sciences
- Mémoire sur les baromètres lumineux, p. 295-306, 1723 (lire en ligne)
- Mémoire sur la teinture & la dissolution de plusieurs espèces de pierres, p. 50-67, 1728 (lire en ligne)
- Observations sur quelques expériences de l'aimant, p. 355-369 (lire en ligne)
- Suite des observations sur l'aimant, p. 142-157, 1730 (lire en ligne)
- Mémoire sur un grand nombre de phosphores nouveaux, p. 524-535, 1730 (lire en ligne)
- Troisième mémoire sur l'aimant, p. 417-432, 1731 (lire en ligne)
- Premier mémoire sur l'électricité, p. 23-35, 1733 (lire en ligne)
- Second mémoire sur l'électricité. Quels sont les corps qui sont susceptibles d'électricité, p. 73-84, 1733 (lire en ligne)
- Troisième mémoire sur l'électricité. Des corps qui sont le plus vivement attirés par les matières électriques, & ceux qui sont les plus propres à transmettre l'électricité, p. 233-254 et planche, 1733 (lire en ligne)
- Quatrième mémoire sur l'électricité. De l'attraction & répulsion des corps électriques, p. 457-476, 1733 (lire en ligne)
- Cinquième mémoire sur l'électricité, Où l'on rend compte des nouvelles découvertes sur cette matière, faites depuis peu par M. Gray; Et où l'on examine quelles sont les circonstances qui peuvent apporter quelque changement à l'électricité pour l'augmentation ou la diminution de sa force, comme la température de l'air, le vuide, l'air comprimé, etc., p. 341-361, 1734 (lire en ligne)
- Sixième mémoire sur l'électricité, Où l'on examine quel rapport il y a entre l'électricité & la faculté de rendre de la lumière, qui est commune à la plupart des corps électriques, & ce qu'on peut inférer de ce rapport, p. 503-526, 1734 (lire en ligne)
- Observations météorologiques faites à Utrecht pendant l'année 1734, extraites d'une lettre de M. Musschembroek, p. 564-566, 1734 (lire en ligne)
- Septième mémoire sur l'électricité, contenant quelques additions aux mémoires précédents, p. 86-100, 1737 (lire en ligne)
- Huitième mémoire sur l'électricité, p. 307-325, 1737 (lire en ligne)
- Observations physiques sur le mélange de quelques couleurs dans la teinture, p. 253-268, 1737 (lire en ligne)